# Jazíd Manszúri
Jazíd Manszúri (Revin, 1978. február 25. –) algériai válogatott labdarúgó.

## Fordítás
- Ez a szócikk részben vagy egészben  a   Yazid Mansouri) című angol Wikipédia-szócikk fordításán alapul.  Az eredeti cikk szerkesztőit annak laptörténete sorolja fel. Ez a jelzés csupán a megfogalmazás eredetét és a szerzői jogokat jelzi, nem szolgál a cikkben szereplő információk forrásmegjelöléseként.